# Vriesea racinae
Vriesea racinae är en gräsväxtart som beskrevs av Lyman Bradford Smith. Vriesea racinae ingår i släktet Vriesea och familjen Bromeliaceae. Inga underarter finns listade i Catalogue of Life.

## Bildgalleri

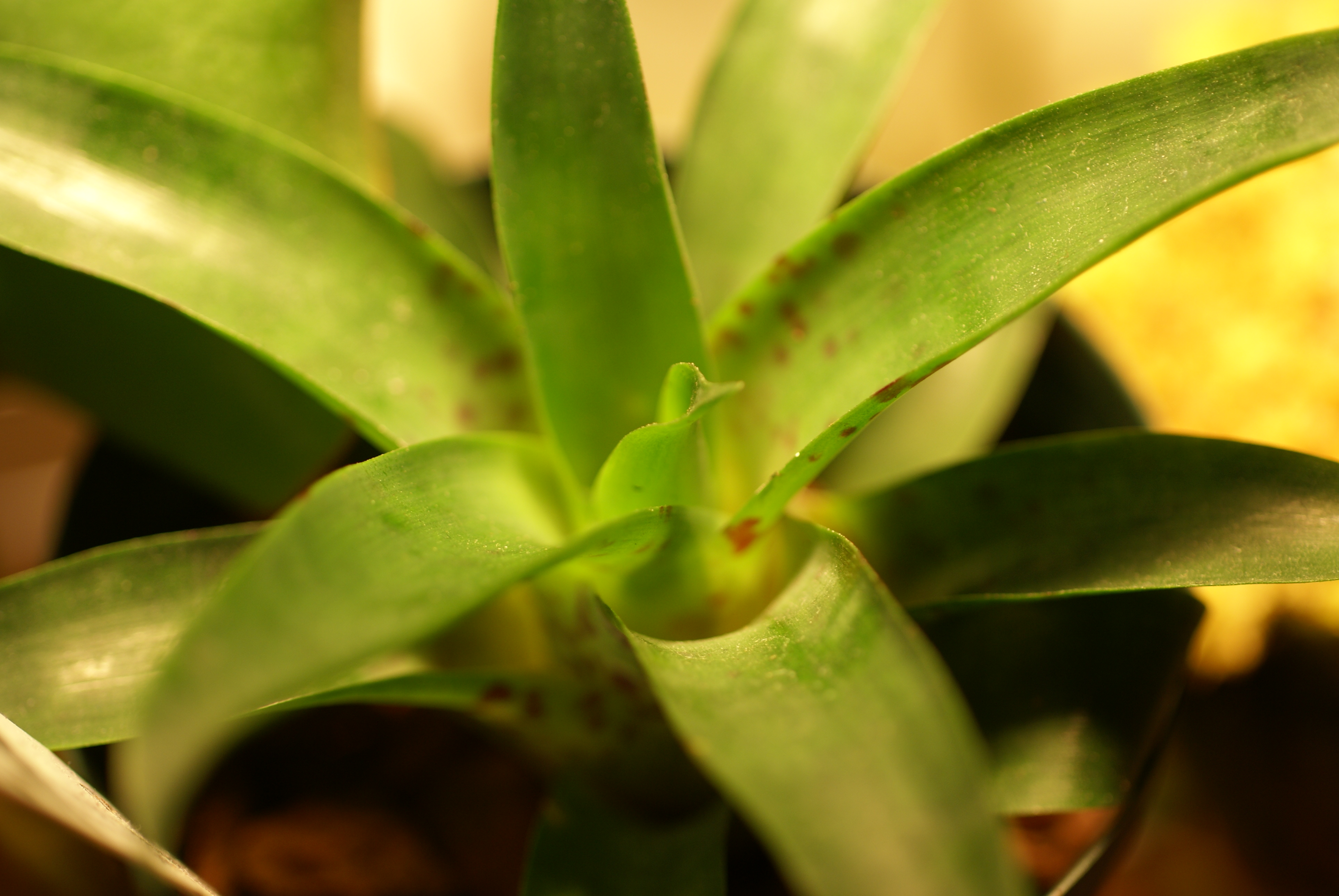